# وایلر (کوخم-تسل)
وایلر (به آلمانی: Weiler) یک شهر در آلمان است که در کوخم-تسل واقع شده‌است.